# Vanier (Québec)
Pour les articles homonymes, voir Vanier.
Vanier est l'un des 35 quartiers de la ville de Québec, et un des trois qui sont situés dans l'arrondissement des Rivières. Le quartier constituait jusqu'en 2002 une municipalité connue sous les noms de Québec-Ouest, avant 1966, puis Vanier. Son nom rappelle la mémoire du militaire, diplomate et gouverneur général Georges Vanier.

## Géographie
Le quartier est délimité approximativement par l'avenue Godin (à l'ouest), la rivière Saint-Charles (au sud), l'autoroute Laurentienne (à l'est) et l'autoroute Félix-Leclerc (au nord). Il est traversé, du nord au sud, par le boulevard Pierre-Bertrand et l'avenue Plante, et d'est en ouest, par le boulevard Wilfrid-Hamel. Une zone résidentielle est entourée par le parc industriel Cardinal à l'ouest et au nord ainsi que par une zone commerciale (incluant Place Fleur-de-Lys) et institutionnel à l'est. Un vaste terrain est utilisé par Hydro-Québec pour des installations électriques.
En plus de la rivière Saint-Charles qui constitue sa frontière sud, le quartier est accessoirement traversé par le ruisseau des Martres, canalisé. D'une altitude moyenne de 10 mètres, son relief est très plat.

## Histoire

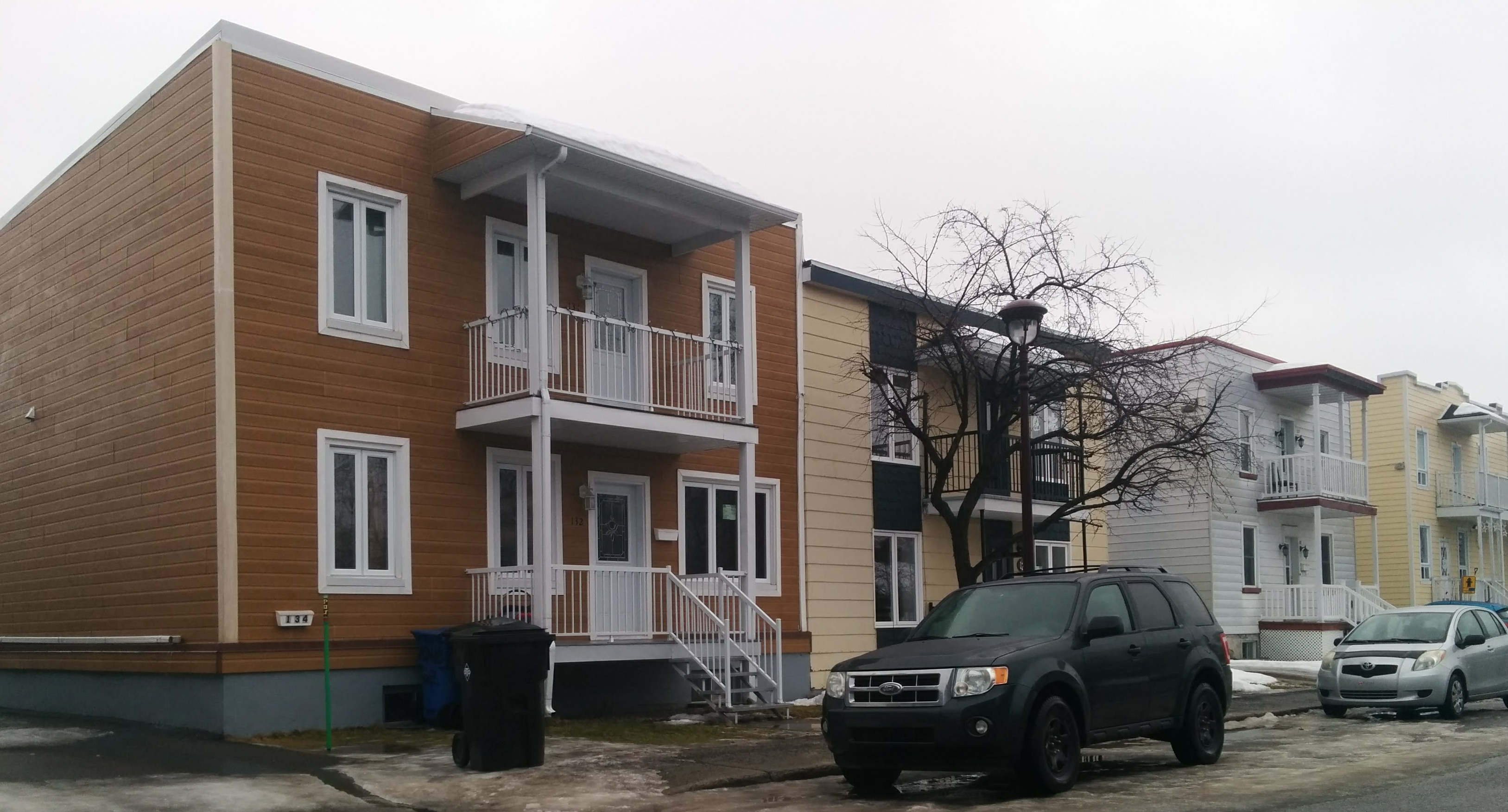
Rue résidentielle.

Le territoire de Vanier faisait partie depuis 1855 du comté de Québec. La partie sud, située près de la rivière Saint-Charles et appelée « Petite rivière sans bruit », attire tout d'abord les estivants qui recherchent des espaces libres et tranquilles. 
C'est en 1916 que la ville de Québec-Ouest (futur Vanier) voit le jour selon la volonté des spéculateurs fonciers qui veulent développer un nouveau secteur résidentiel visant les travailleurs de la ville de Québec. La pétition présentée au gouvernement provincial demandant que soit constitué en municipalité le secteur est de Petite-Rivière porte en effet principalement les noms des plus importants actionnaires des compagnies de spéculation, propriétaires de la majorité des terres de la future ville. De 1912 à 1914, la presque totalité des terres est achetée par des compagnies de spéculation dans la partie est de Petite-Rivière; cette municipalité garde malgré tout sa vocation agricole car son conseil, surtout formé d'agriculteurs, n'est pas intéressé à ce que les choses changent. Les compagnies de spéculation s'entendent alors pour fonder Québec-Ouest et se donner un conseil municipal sur lequel ils détiennent la majorité des sièges, orientant ainsi le développement de la ville. Le 9 mars 1916 la municipalité est constituée par détachement de celle de Petite-Rivière, laquelle faisait anciennement partie de la municipalité de Saint-Malo.
Le contrôle de ces compagnies est important. Les réunions du conseil se tiennent jusqu'en 1929 dans leurs bureaux à Québec. En période d'élections, la boite de scrutin est située en dehors des limites de la municipalité. Les deux premiers maires n'ont jamais vécu dans "leur ville"; dans un tel contexte, il faut une injonction du service d'hygiène provincial pour forcer la ville à entreprendre des travaux d'adduction d'eau et d'égouts en 1924,.
Au tournant du siècle, des projets d'habitation voient le jour, mais ils sont de courte durée en raison de la lenteur de l'administration municipale à mettre sur pied des services d'égout, d'aqueduc et d'électricité. Ces services voient finalement le jour dans les années 1920. La croissance démographique s'accélère avec la Crise des années 1930 en raison du prix peu élevé des habitations, qui attire les sans emplois. Ainsi, entre 1928 et 1933, la population fait plus que tripler et passe de 600 à 2132 habitants.
En juin 1966, à l'occasion de son jubilé d'or, la municipalité de Québec-Ouest adopte le nom de Vanier en l'honneur du Gouverneur général du Canada, le général Georges P. Vanier. La ville finit par surmonter les difficultés connues au cours de sa formation, principalement grâce à son parc industriel, et devient un des membres les plus importants de la communauté urbaine de Québec.
Le 20 décembre 2000, la sanction de la Loi portant réforme de l'organisation territoriale municipale des régions métropolitaines de Montréal, de Québec et de l'Outaouais adoptée par l'Assemblée nationale ordonne le regroupement de la municipalité de Vanier ainsi que de plusieurs autres avec celle de Québec à compter du 1er janvier 2002. Malgré un référendum le 20 juin 2004 où 61,3 % des résidents s'étaient prononcés en faveur de la défusion, celle-ci demeure au sein de la nouvelle ville de Québec car ce nombre ne représentait que 23,1 % des électeurs inscrits alors que la loi exigeait un seuil de 35 %.

### Liste des maires de Québec-Ouest et de Vanier
- 1916-1924 : Charles-Édouard Taschereau
- 1924-1932 : Malcolm-J. Mooney
- 1932-1936 : Francis Byrne
- 1936-1949 : Ludger Bélanger
- 1950-1953 : Ludger Ferland
- 1953-1962 : Gaudiose Ratté
- 1962-1987 : Jean-Paul Nolin
  - C'est durant l'administration de Jean-Paul Nolin que la ville a pris le nom de Vanier.
- 1987-2001 : Robert Cardinal

#### Hommages toponymiques

##### Québec-Ouest
- L'avenue Bélanger a été nommée, en 1946, en l'honneur du maire Ludger Bélanger[8].
- La rue Ratté a été nommée, en 1952, en l'honneur du maire Gaudiose Ratté[9].
- En 1985, une rue de Charlesbourg est nommée d'après Francis Byrne, un ancien maire de Charlesbourg, puis de Québec-Ouest et également député[10].
- L'avenue Ludger-Ferland a été nommée, en 2006, en l'honneur du maire maire Ludger Ferland[11].
- Avant 1927, l'avenue du Chanoine-Côté s'appelait avenue Mooney en l'honneur du maire Malcolm-Joseph Mooney[12].
- Entre 1946 et 1971, l'avenue du Pont-Scott s'appelait avenue Savard en l'honneur de Jules Savard, conseiller municipal de Québec-Ouest et député du district électoral du même nom à l'Assemblée législative du Québec[13].
- La rue Cardinal a été nommée en l'honneur du conseiller municipal Louis Cardinal junior, et père du maire Cardinal, en 1952[14].

##### Vanier
- La rue Nolin a été nommée, en 1971, en l'honneur du maire Jean-Paul Nolin[15]. Le parc Jean-Paul Nolin a également été nommé, vers 2001, en son honneur. Le complexe socio-culturel et sportif construit en 1974 et abritant l'ancien Hôtel de ville de Vanier porte le nom de Complexe Jean-Paul-Nolin et est maintenant le Bureau administratif de l'arrondissement Les Rivières (Québec) de la ville de Québec.
- Le parc industriel Cardinal a été nommé en l'honneur du maire Robert Cardinal et de son père Louis Cardinal junior, en 2001[14].

## Portrait du quartier
Le quartier comprend toute la partie de l'arrondissement située au sud de l'autoroute Félix-Leclerc et à l'est de l'ancien quartier Duberger. C'est un quartier où se retrouvent des fonctions industrielles, commerciales et résidentielles.
Au conseil municipal de Québec, le quartier est représenté par le district de Vanier-Duberger.

### Artères principales
- Boulevard Wilfrid-Hamel (route 138)
- Autoroute Laurentienne (Route 175)
- Autoroute Félix-Leclerc (autoroute 40)
- Boulevard Pierre-Bertrand (route 358)

### Parcs, espaces verts et loisirs
- Aréna Patrick-Poulin
- Parc linéaire des rivières Saint-Charles et du Berger
- Parc Victorin-Beaucage et Centre récréatif Laurence-Perron
- Parc Samson

### Édifices religieux
- Église Notre-Dame-de-Recouvrance[16] (1966)
- Église Saint-Eugène[17], création de l'architecte Jean-Marie Roy (1963, fermée en 1996)
- Maison Jésus-Ouvrier

### Musées, théâtres et lieux d'expositions
- Centre d'art La Chapelle[18]
- Théâtre jeunesse Les Gros Becs

### Commerces et entreprises
- Centre commercial Place Fleur-de-Lys
- Halles Fleur-de-Lys
- Plusieurs concessionnaires automobile sont situés sur la rue du Marais.
- La partie nord du boulevard Pierre-Bertrand compte plusieurs commerces de grande surface.
- Parc industriel Cardinal, inauguré en 1968. D'une superficie de 2 km2, il occupe tout le nord et le nord-ouest du quartier[19].
  - Le Journal de Québec

### Lieux d'enseignement
- Commission scolaire de la Capitale
  - École Sans Frontières (Anciennement École Primaire Chanoine-Côté)
  - École primaire Notre-Dame-du-Canada
  - École secondaire Boudreau (pour adultes et adolescents qui reprennent leurs études)
  - École secondaire Vanier
  - Centre de Formation Professionnelle de Québec (Anciennement Pavillon Technique)
- Écoles privées
  - École nationale de camionnage et équipement lourd (E.N.C.E.L.)

### Autres édifices notables
- Institut de réadaptation en déficience physique de Québec (IRDPQ)
- Hôpital Christ-Roi (CLSC et centre d'hébergement)
- Centre communautaire Fernand-Dufour, installé dans l'ancienne église Saint-Eugène.
- Bibliothèque Aliette-Marchand (233, boulevard Pierre-Bertrand)

## Démographie
Lors du recensement de 2016, le portrait démographique du quartier était le suivant :
- sa population représentait 18 % de celle de l'arrondissement et 2,5 % de celle de la ville.
- l'âge moyen était de 48,3 ans tandis que celui à l'échelle de la ville était de 43,2 ans.
- 29,4 % des habitants étaient propriétaires et 70,6 % locataires.
- Taux d'activité de 55,5 % et taux de chômage de 6,3 %.
- Revenu moyen brut des 15 ans et plus : 31 489 $.

| 1966  | 1971  | 1981   | 1986   | 1996   | 2001   | 2006   | 2011   | 2016   |
| ----- | ----- | ------ | ------ | ------ | ------ | ------ | ------ | ------ |
| 9 362 | 9 720 | 10 725 | 10 208 | 12 535 | 11 054 | 12 765 | 13 360 | 13 125 |

| 2021   | - | - | - | - | - | - | - | - |
| ------ | - | - | - | - | - | - | - | - |
| 13 495 | - | - | - | - | - | - | - | - |